# Emma Taylor-Isherwood
Emma-Rose Taylor-Isherwood (Toronto, 27 aprile 1987) è un'attrice e doppiatrice canadese naturalizzata britannica.

## Filmografia parziale

### Cinema
- Who Gets the House?, regia di Timothy J. Nelson (1999)
- The Shipping News - Ombre dal profondo (The Shipping News), regia di Lasse Hallström (2001)

### Televisione
- Shadow of the Bear - film TV (1997)
- Revenge of the Land - film TV (1999)
- Mary Cassatt: An American Impressionist - film TV (1999)
- Hai paura del buio? (Are You Afraid of the Dark?) - serie TV, 2 episodi (1999-2000)
- Black Hole High (Strange Days at Blake Holsey High) - serie TV, 42 episodi (2002-2006)
- La mia piccola principessa (Mommy's Little Princess) - film TV (2019)

### Doppiaggio
- Milly - Vampiro per gioco (Mona the Vampire) - serie TV, 65 episodi (1999-2003)
- The Mysteries of Alfred Hedgehog - serie TV, 52 episodi (2010)
- Il mondo di Benjamin (The Secret World of Benjamin Bear) - serie TV, 34 episodi (2004-2010)
- Gawayn - serie TV, 58 episodi (2009-2013)
- Kuu Kuu Harajuku - serie TV, 156 episodi (2015-2018)